# Relé térmico

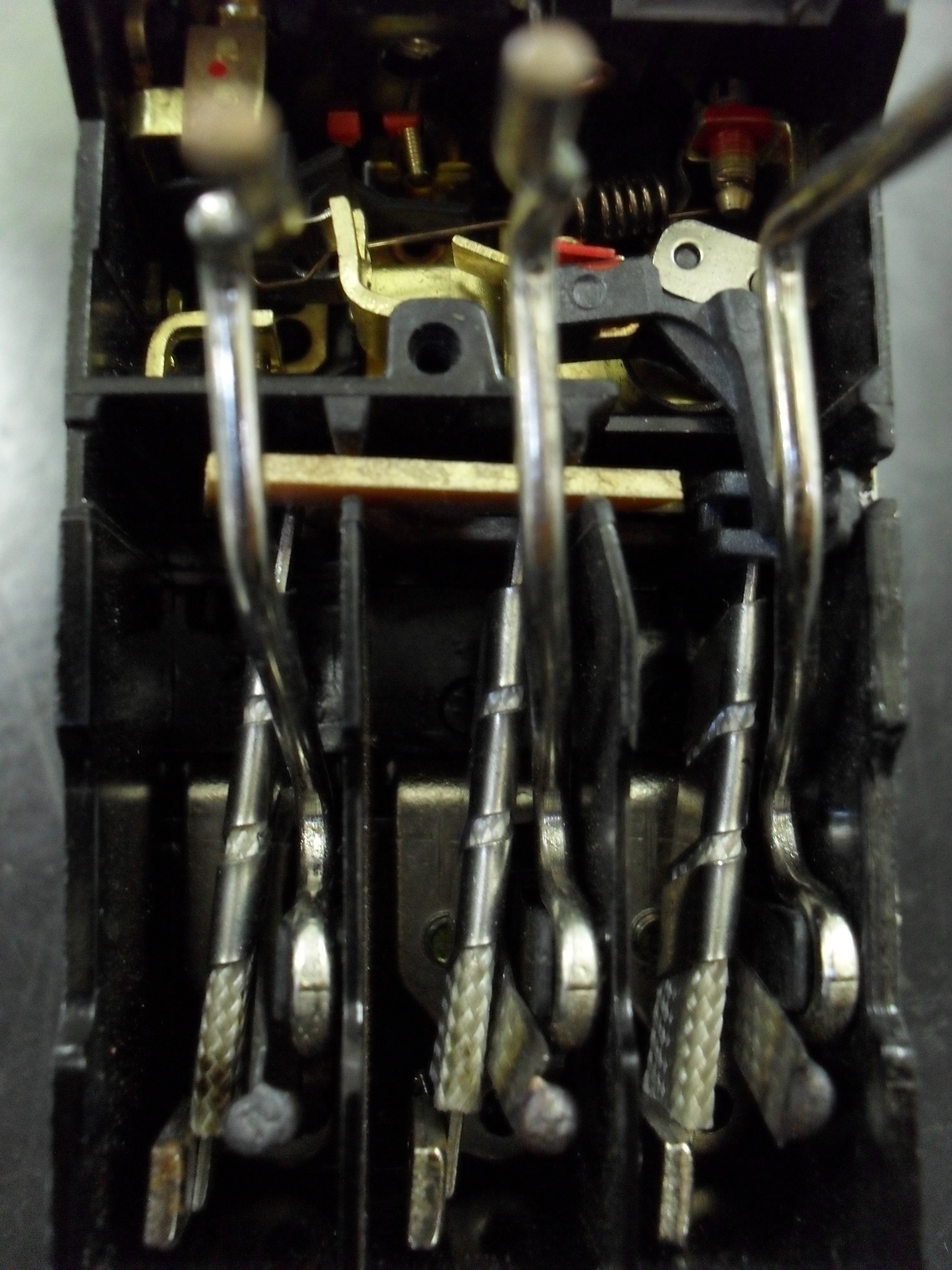
Imagem das hastes bimetálicas de um Relé térmico.

Relé térmico é um dispositivo de proteção de sobrecarga elétrica aplicado a motores elétricos. Este dispositivo de proteção visa evitar o sobre-aquecimento.

## Função
Também é chamado de relé de sobrecarga, ou mesmo de relé bimetálico, sua função é atuar desligando o motor antes que o limite de deterioração seja atingido. O relé térmico é uma réplica do motor, pois é criado com base em um modelo térmico do mesmo. Sua fabricação se dá, a partir da laminação de dois metais de coeficientes de dilatação diferentes unindo-os por meio de um enrolamento por onde passa a corrente que vai para o motor. Recomenda-se a instalação de um relé térmico para cada fase do motor, pois a instalação em uma ou duas fases, no caso do motor elétrico trifásico, pode não ser o bastante para proteger o mesmo. Como o enrolamento do relé térmico é ligado em série com a fase, caso haja aquecimento, o par de placas bimetálicas se deforma, promovendo uma curvatura devido à diferença de dilatação entre os metais, o que leva a libertação do dispositivo de trava contido num invólucro isolante de alta resistência térmica abrindo os contatos do relé e a consequente abertura do circuito do motor. A temperatura ambiente também pode provocar a dilatação das lâminas bimetálicas, caso seja superior ao limite de ajuste, situação passível de ocorrer em quadros de distribuição por exemplo. Para evitar tal fato, altera-se a conformação das lâminas bimetálicas ou utiliza-se uma lâmina bimetálica auxiliar influenciada apenas pela temperatura ambiente.
É importante lembrar que, mesmo instalado no circuito de força, o relé térmico de sobrecarga só atua no circuito de comando, e este desenergiza o circuito de força. Instalar o relé sem utilizar os contatos auxiliares não protegerá o seu motor.

## Classes
Os relés térmicos são divididos em classes de disparo, tornando possível a adaptação dos mesmos ao tempo de partida dos motores ignorando as altas correntes   de partida e disparando apenas se este tempo se prolongar demasiadamente, conforme tabela abaixo.

## Tempo de disparo a partir do estado frio
| Classe | 1,05Ir | 1,2Ir | 1,5Ir   | 7,2Ir        |
| ------ | ------ | ----- | ------- | ------------ |
| 10A    | > 2h   | < 2h  | < 2min  | 2 ≤ t ≤ 10s  |
| 10     | > 2h   | < 2h  | < 4min  | 4 ≤ t ≤ 10 s |
| 20     | >2h    | < 2h  | < 8min  | 6 ≤ t ≤ 20 s |
| 30     | > 2h   | < 2h  | < 12min |              |